# 威尔逊·基普桑
威尔逊·基普桑·基普罗蒂奇（Wilson Kipsang Kiprotich，1982年3月15日—）是肯尼亚長跑運動員，他是2012年倫敦奧運會馬拉松銅牌得主。
威尔逊·基普桑是法蘭克福馬拉松（2010年和2011年）冠軍，也贏得了倫敦馬拉松和柏林馬拉松。

## 外部連結
- 威尔逊·基普桑在的頁面